# Azuay
Azuay är en provins i södra Ecuador. Den administrativa huvudorten och enda större staden är Cuenca. Befolkningen beräknas till 702 994 invånare år 2009, på en yta av 8 125 kvadratkilometer.

## Administrativ indelning
Provinsen är indelad i femton kantoner, samtliga uppkallade efter sin centralort:
- Camilo Ponce Enríquez
- Chordeleg
- Cuenca
- El Pan
- Girón
- Guachapala
- Gualaceo
- Nabón
- Oña
- Paute
- Pucará
- San Fernando
- Santa Isabel
- Sevilla de Oro
- Sigsig